# Satake Yoshitaka
Satake Yoshitaka (義隆 竹 義隆, 18 de fevereiro de 1609 - 4 de janeiro de 1672) foi o 20º chefe do clã Satake e o 2º Daimiô do domínio de Kubota na província de Dewa durante o xogunato de Tokugawa.

## Biografia
Yoshitaka nasceu em 1609 foi o filho mais velho de Iwaki Sadataka, o terceiro filho de Satake Yoshishige. Sua mãe era filha de Sōma Yoshitane.
Com a morte de seu pai, em 1620, ele se tornou daimiô do domínio Shinano-Nakamura (10.000 koku), e passou a ser conhecido como Iwaki Yoshitaka. Em 1622, suas receitas foram aumentadas em 10.000 koku com o acréscimo de posses no distrito de Yuri, na província de Dewa, e em novembro de 1623, mudou-se de Shinano-Nakamura para a vila de Kameda, no distrito de Yuri, onde construiu um Jinya (陣屋, sede administrativa de um pequeno domínio), nesta ocasião foi nomeado Ju i no ge ( 従五位下, oficial júnior de quinto escalão) e com o título Shuri-Daiyu em dezembro de 1624. 
Yoshitaka foi adotado para se tornar herdeiro por seu tio, Satake Yoshinobu, em abril de 1626, após Yoshinobu ter deserdado seu filho, Satake Yoshinao, por incompetência, e recebeu o nome de Satake Yoshitaka.  Em 27 de abril de 1626, Yoshitaka foi apresentado formalmente em audiência  ao shōgun Hidetada e a Tokugawa Iemitsu, que lhes concederam o posto de Ju shi i ge (従四位下, Oficial júnior de quarto escalão) e o título cortesia de Jijū (侍 従, Moço de câmara). 
Yoshitaka recebeu um patrimônio de 50.000 koku em novembro de 1630 dado por seu pai adotivo, que não demonstrou sinais de se aposentar ou deixar de ter controle sobre o domínio Kubota. No entanto, com a morte de Yoshinobu, em 26 de fevereiro de 1633, Yoshitaka finalmente conseguiu a liderança do clã. Ele foi autorizado a entrar formalmente no domínio pela primeira vez em 8 de maio de 1633. Em 28 de dezembro de 1666, foi promovido a Sakonnoe-gon-shōshō (左近衛権少将, subcomandante da ala esquerda da guarda do palácio). Yoshitaka morreu no castelo Kubota em 5 de dezembro de 1671. 
Sua esposa oficial era filha de Yoshiaki do Ramo Minami (Satake do Sul), além dela Yoshitaka teve pelo menos duas concubinas. Seu filho mais velho, Yoshioki, morreu antes dos 22 anos, o filho de Yoshioki (Yoshikuni) tornou-se daimiō do domínio Kubota-Shinden. O segundo filho de Yoshitaka, Satake Yoshizumi herdou Kubota. 